# Fricke-Dosimeter
Das Fricke-Dosimeter (veraltet auch Fricke-Ferrosulfatdetektor) gilt als das bekannteste chemische Dosimeter. Es wurde 1927 von Hugo Fricke und Sterne Morse entwickelt. Sein Funktionsprinzip beruht auf der Oxidation von Eisen(II)- zu Eisen(III)-Ionen durch die Wirkung ionisierender Strahlung.

## Zusammensetzung
Fricke-Dosimeter bestehen aus Ampullen, die mit einer luftgesättigten Eisen(II)-sulfatlösung gefüllt sind. Eine typische Lösung hat die folgende Zusammensetzung:
- 0,001 mol/l Ammoniumeisen(II)-sulfat (Fe(NH4)2(SO4)2)
- 0,001 mol/l Natriumchlorid (NaCl)
- 0,4 mol/l Schwefelsäure (H2SO4)

## Wirkungsweise

### Radiolyse von Wasser
Bei Einwirkung von ionisierender Strahlung erfolgt wegen der Verdünnung der Lösung zunächst hauptsächlich eine Radiolyse von Wassermolekülen; erst bei Konzentrationen von über 0,1 mol/l könnte ein gelöster Stoff merklich einer direkten Radiolyse unterliegen. Die Radiolyse von Wasser läuft in mehreren Schritten ab, die im Folgenden aufgeführt werden.
{\displaystyle \mathrm {H_{2}O} \ {\xrightarrow[{\qquad }]{\gamma }}\ \mathrm {H_{2}O} ^{*}}
{\displaystyle \mathrm {H_{2}O} \ {\xrightarrow[{\qquad }]{\gamma }}\ \mathrm {H_{2}O} ^{+}\ {+}\ \mathrm {e} ^{-}}
{\displaystyle \mathrm {H_{2}O} ^{+}\ {+}\ \mathrm {H_{2}O} \ {\xrightarrow[{\qquad }]{}}\ {\cdot }\mathrm {OH} \ {+}\ \mathrm {H_{3}O} ^{+}}
{\displaystyle \mathrm {H_{2}O} ^{*}\ {\xrightarrow[{\qquad }]{}}\ \mathrm {H} {\cdot }\ {+}\ {\cdot }\mathrm {OH} }
{\displaystyle \mathrm {H_{2}O} ^{*}\ {\xrightarrow[{\qquad }]{}}\ \mathrm {H_{2}} \ {+}\ \mathrm {O} {\cdot }}
{\displaystyle 2\;\mathrm {e_{aq}^{-}} \ {+}\ 2\;\mathrm {H_{2}O} \ {\xrightarrow[{\qquad }]{}}\ \mathrm {H_{2}} \ {+}\ 2\;\mathrm {OH} ^{-}}
{\displaystyle \mathrm {e_{aq}^{-}} \ {+}\ {\cdot }\mathrm {OH} \ {\xrightarrow[{\qquad }]{}}\ \mathrm {OH} ^{-}}
{\displaystyle \mathrm {e_{aq}^{-}} \ {+}\ \mathrm {H_{3}O} ^{+}\ {\xrightarrow[{\qquad }]{}}\ \mathrm {H} {\cdot }\ {+}\ \mathrm {H_{2}O} }
{\displaystyle \mathrm {e_{aq}^{-}} \ {+}\ \mathrm {H} {\cdot }\ {+}\ \mathrm {H_{2}O} \ {\xrightarrow[{\qquad }]{}}\ \mathrm {H_{2}} \ {+}\ \mathrm {OH} ^{-}}
{\displaystyle 2\;\mathrm {H} {\cdot }\ {\xrightarrow[{\qquad }]{}}\ \mathrm {H_{2}} }
{\displaystyle 2\;{\cdot }\mathrm {OH} \ {\xrightarrow[{\qquad }]{}}\ \mathrm {H_{2}O_{2}} }
Durch die Anwesenheit von gelöstem Sauerstoff in der luftgesättigten Lösung wird außerdem das Hydroperoxyradikal (∙HO2) gebildet:
{\displaystyle \mathrm {e_{aq}^{-}} \ {+}\ \mathrm {O_{2}} \ {\xrightarrow[{\qquad }]{}}\ {\cdot }\mathrm {O_{2}^{-}} }
{\displaystyle \mathrm {H} {\cdot }\ {+}\ \mathrm {O_{2}} \ {\xrightarrow[{\qquad }]{}}\ {\cdot }\mathrm {HO_{2}} }
{\displaystyle {\cdot }\mathrm {O_{2}^{-}} \ {+}\ \mathrm {H^{+}} \ \rightleftharpoons \ {\cdot }\mathrm {HO_{2}} }

### Oxidation von Eisen(II)- zu Eisen(III)-Ionen
Die in der Lösung enthaltenen Eisen(II)-Ionen können von Hydroxyl-Radikalen (∙HO), Hydroperoxyradikalen (∙HO2) oder Wasserstoffperoxid (H2O2) zu Eisen(III)-Ionen oxidiert werden:
{\displaystyle {\cdot }\mathrm {HO_{2}} \ {+}\ \mathrm {Fe^{2+}} \ {\xrightarrow[{\qquad }]{}}\ \mathrm {Fe^{3+}} \ {+}\ \mathrm {HO_{2}^{-}} }
{\displaystyle \mathrm {HO_{2}^{-}} \ {+}\ \mathrm {H^{+}} \ {\xrightarrow[{\qquad }]{}}\ \mathrm {H_{2}O_{2}} }
{\displaystyle \mathrm {H_{2}O_{2}} \ {+}\ \mathrm {Fe^{2+}} \ {\xrightarrow[{\qquad }]{}}\ \mathrm {Fe^{3+}} \ {+}\ \mathrm {OH^{-}} \ {+}\ {\cdot }\mathrm {OH} }
{\displaystyle {\cdot }\mathrm {OH} \ {+}\ \mathrm {Fe^{2+}} \ {\xrightarrow[{\qquad }]{}}\ \mathrm {Fe^{3+}} \ {+}\ \mathrm {OH^{-}} }
Die strahlenchemische Ausbeute G von Eisen(III)-Ionen ergibt sich aus der Gleichung
{\displaystyle G(\mathrm {Fe^{3+}} )=2\;G(\mathrm {H_{2}O_{2}} )+3\left[G(\mathrm {e_{aq}^{-}} )+G({\cdot }\mathrm {H} )+G({\cdot }\mathrm {HO_{2}} )\right]+G({\cdot }\mathrm {OH} )}.
Der Wert der strahlenchemische Ausbeute hängt vom LET-Wert der Strahlung ab. Für γ-Strahlung beträgt er etwa G(Fe3+) = 0,155(5)/eV; das entspricht etwa G(Fe3+) = 1,6 µmol/J. Somit ist die in einer Lösung mit der Masse m erzeugte Stoffmenge n der Eisen(III)-Ionen proportional zur absorbierten Dosis D:
{\displaystyle n(\mathrm {Fe^{3+}} )=m\cdot D\cdot G(\mathrm {Fe^{3+}} )}
Für die im Fricke-Dosimeter erzeugte Stoffmengenkonzentration c der Eisen(III)-Ionen gilt entsprechend
{\displaystyle c(\mathrm {Fe^{3+}} )=\rho \cdot D\cdot G(\mathrm {Fe^{3+}} )}.
Dabei ist ρ die Dichte der Lösung. Bedingt durch die zugesetzte Schwefelsäure beträgt sie etwa ρ = 1,024 g/cm3.
Das Fricke-Dosimeter für Dosisleistungen von bis zu 2 · 106 Gy/s und eine Dosis im Bereich von 1 Gy bis 500 Gy verwendbar.

## Auswertung
Die Auswertung des Fricke-Dosimeters erfolgt mithilfe eines Spektralphotometers. Die erzeugte Stoffmengenkonzentration c der Eisen(III)-Ionen wird durch die Messung der Extinktion Eλ bei einer Wellenlänge λ von 304 nm bestimmt. Die Differenz zur Extinktion einer unbestrahlten Vergleichslösung ergibt ΔEλ, wobei gemäß dem lambert-beerschen Gesetz gilt:
{\displaystyle {\operatorname {\Delta } }E_{\lambda }=\varepsilon \cdot d\cdot c(\mathrm {Fe^{3+}} )}
Dabei ist d die Schichtdicke der verwendeten Küvette, z. B. d = 10 mm. Der molare Extinktionskoeffizient ε beträgt 217,4 m2/mol.
Für die gesuchte Dosis D erhält man damit
{\displaystyle D={\frac {{\operatorname {\Delta } }E_{\lambda }}{\varepsilon \cdot d\cdot \rho \cdot G(\mathrm {Fe^{3+}} )}}}.